# Andrealphus

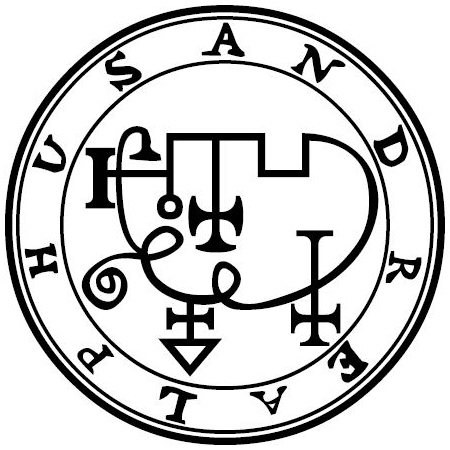
Sello de Andrealphus en La llave menor de Salomón.

Andrealphus aparece como el 54.º demonio en el tomo de demonología Pseudomonarchia Daemonum de Johann Weyer y es descrito como un Gran Marqués con la apariencia de un pavo real que hace fuertes ruidos y enseña astronomía, y cuando está en forma humana también enseña geometría perfectamente. También es descrito gobernando más de treinta legiones y teniendo la habilidad de transformar a cualquier hombre en un pájaro.
Andrealphus aparece como el 65º demonio en Ars Goetia donde es descrito de forma similar, pero también incluyendo la habilidad de hacer a los hombres sutiles en todas las cosas pertenecientes a la medición, entre otras cosas.
Otros nombres: Androalphus, Adramelech (como deidad).

## En cultura popular
En el juego de rol In Nomine, Andrealphus es el Príncipe Demonio de la Lujuria.
En la serie Helluva Boss Andrealphus es un antagonista secundario, cuñado del demonio Stolas, casado con la hermana de hermano de Andrealphus, Stella. Posee poderes invernales.